# 施瓦姆施泰特
施瓦姆施泰特是德国下萨克森州的一个市镇。总面积29.93平方公里，总人口5172人，其中男性2508人，女性2664人（2011年12月31日），人口密度173人/平方公里。